# Basilius Valentinus

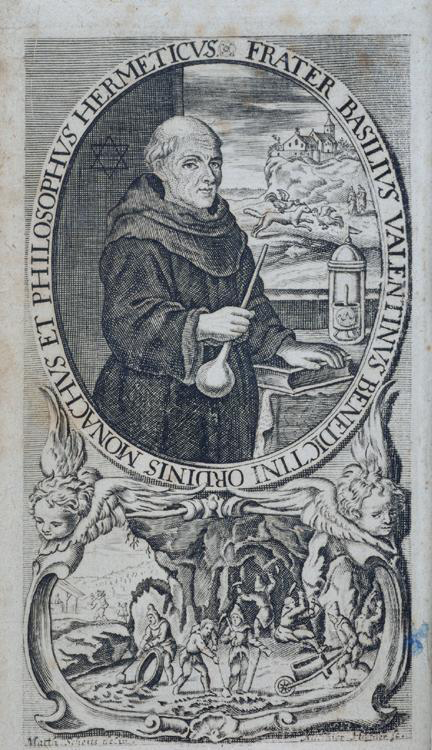
Basilius Valentinus, onbekende auteur, 15e eeuw

Basilius Valentinus of Basile Valentine was een 15e-eeuws Duitse alchemist. Hij was de kanunnik van de Benedictijnenabdij van de Duitse Sankt Peter in Erfurt. Zelfs zijn naam kan niet met zekerheid worden bevestigd. Tijdens de 18e eeuw werd gesuggereerd dat hij Johann Thölde zou zijn, die de teksten van Valentinus uitgaf. Ook het jaar van geboorte - 1394 in Mainz, is onzeker.
Valentinus toonde aan dat ammonia zou kunnen worden verkregen door de inwerking van alkaliën op een zout-ammoniak oplossing en  hoe zoutzuur zou kunnen worden geproduceerd uit pekel.